# Благініна Олена Олександрівна
Оле́на Олекса́ндрівна Благі́ніна (рос. Елена Александровна Благинина; 14 травня (27 травня за новим стилем) 1903, село Яковлєво, тепер Свердловського району Орловської області Росії — † 24 квітня 1989, Москва) — російська поетеса, драматург, перекладач.

## Біографія
Олена Благініна народилася в сім'ї залізничника. Невдовзі сім'я переїхала в Курськ, де Олена почала навчатися в Маріїнській жіночій гімназії, а вже при радянській владі закінчила школу № 3. 1920 року дівчина стала студенткою Курського інституту народної освіти. Була активною учасницею зібрань Курського союзу поетів. 1921 року в збірнику «Початок» («Начало») було опубліковано її перший вірш «Дівчинка з картинкою» («Девочка с картинкой»).
1925 року закінчила Вищий літературно-художній інститут імені Валерія Брюсова в Москві. 1933 року почала працювати в журналі «Мурзилка» і відтоді цілком присвятила свою творчість дітям.

## Творчість
Автор збірок «Осінь» (1936), «Сорока-білобока» (1937), «От яка мама» (1939), «Райдуга» (1948), «Гори-гори ясно» (1955), «Не заважайте трудитись» (1961), «Вікна в сад» (1966), «Хорохор» (1979), «Летять-полетіли» (1982) тощо.
Переклала твори Тараса Шевченка «Наймичка», «Кавказ», «На вічну пам'ять Котляревському», «Мар'яна-Черниця», «Минають дні, минають ночі», «І багата я». Її переклади опубліковано в російських виданнях творів Шевченка (1939—1972). Також перекладала творчість Івана Франка, Євгена Плужника, В. Кобилянського, Андрія Малишка, Платона Воронька, Валентина Бичка, Наталі Забіли, Марії Пригари, Івана Неходи тощо. К. Чуковський високо оцінював мистецтво перекладу Благиніни, відзначив її тонке відчуття народнопісенного стилю й велику версифікаційну винахідливість.
Українською мовою деякі вірші Благініної переклали Наталя Забіла, Марія Познанська.

## Твори
- Окна в сад. м., 1966
- Складень. М., 1973
- Укр. переклад — Осінь. Х., 1938
- Вогник. К., 1953.